# Петрофани
Петрофа̀ни (на гръцки: Πετροφάνι) е село в Кипър, окръг Ларнака. Според статистическата служба на Република Кипър през 2001 г. селото има 2 жители.
Намира се на 2,5 km югозападно от Атиену и е в непосредствена близост до зелената линия, охранявана от Мироопазващите сили на ООН.